# Semifrío (gastronomía)

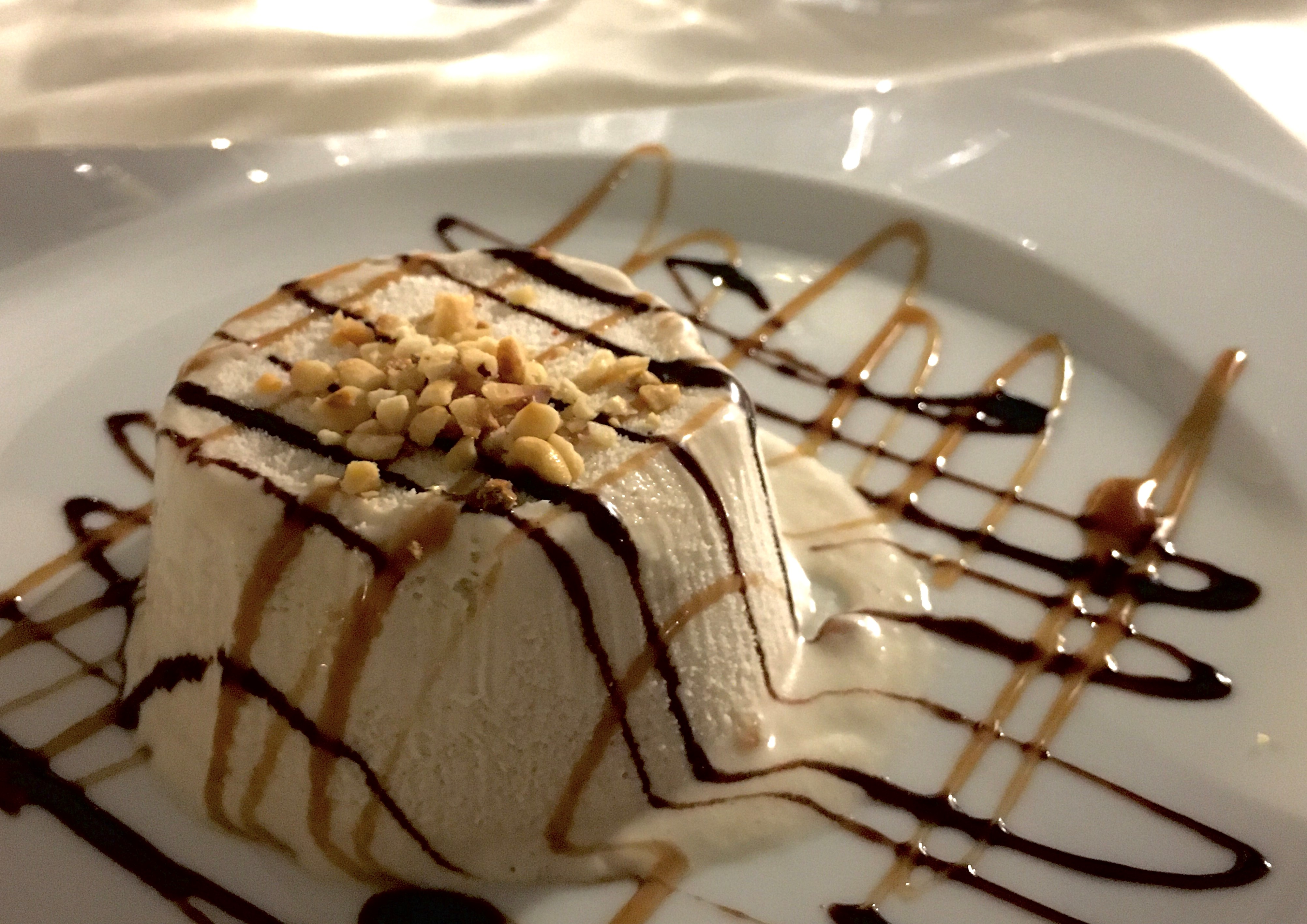
Semifrío.

El semifrío (del italiano semifreddo) es un tipo de postre semi helado, típicamente tartas heladas, cremas y ciertas tartaletas de fruta. Tiene la textura de una espuma helada porque suele producirse uniendo dos partes iguales de helado y nata montada. En la gastronomía de Italia, el semifrío suele hacerse con gelato como ingrediente principal, siendo típico de varias regiones como Campania, Emilia-Romaña, Toscana, etc.

## Enlaces
- Receta de semifrío (inglés)

- Datos: Q1570370
- Multimedia: Semifreddo / Q1570370